# Iwan Iwanowitsch Meschlauk

Iwan Meschlauk

Iwan Iwanowitsch Meschlauk (russisch Иван Иванович Межлаук; * 30. September 1891 in Charkow; † 26. April 1938) war ein sowjetischer Politiker und der erste Generalsekretär der Turkmenischen SSR.

## Biografie
Meschlauk stammte aus einer adligen Familie, die ihre Wurzeln in Livland hatte. Der Vater war Lehrer und lettischer Abstammung, seine Mutter war deutscher Herkunft. Sein Bruder war Waleri Meschlauk (1893–1938), der später ebenfalls politisch aktiv und von 1934 bis 1937 Vorsitzender der Plankommission Gosplan war.
Meschlauk begann 1912 ein Studium an der Fakultät für Philologie und Geschichte der Universität in Charkow, 1916 wechselte er an die juristische Fakultät. 1918 wurde er Mitglied der kommunistischen Partei, in deren Hierarchie er rasch aufstieg. 1919 trat er schließlich der roten Armee bei. Von 1921 bis 1923 leitete er ein Metallwerk-Kombinat in Jenakijewo bei Donezk. Von 1923 bis 1924 war er in der Organisation der Baumwollindustrie im sowjetischen Zentralasien zuständig. Von 1924 bis 1926 war er schließlich Generalsekretär der neugegründeten turkmenischen sozialistischen Sowjetrepublik. Sein Nachfolger wurde Schajmardan Ibragimow. Von 1926 bis 1930 war er im Zentralkomitee der KPdSU tätig, anschließend im Regionalkomitee von Tambow. Anschließend war er bis 1937 Mitglied im Rat der Volkskommissare.
Im Zuge der von Stalin veranlassten großen Säuberung wurde sein Bruder, der Gosplan-Vorsitzende, und dessen Frau am 1. Dezember 1937 sowie einen Tag später auch er selbst verhaftet. Beide wurden beschuldigt Kontakte mit der deutschen Regierung gehabt zu haben und zum Tode verurteilt und im April 1938 erschossen, wie tausende andere Kommunisten der ersten Stunde. 1956 wurden beide Brüder rehabilitiert.